# Tadeusz Halewski
Tadeusz Stanisław Halewski (ur. 7 maja 1898 w Delatynie, zm. 7 listopada 1942 w Lossiemouth) – polski pilot.

## Życiorys
Syn Władysława (urzędnik) i Teofili z Ołtarzewskich. Ukończył gimnazjum w Stanisławowie (w 1914 skończył V klasę w tamtejszym II Gimnazjum). Do wojska wstąpił w 1919 roku. Służył w 16 Eskadrze Wywiadowczej. Po zakończeniu wojny został przeniesiony do rezerwy, ale pozostał w służbie czynnej. 1 czerwca 1919 roku został zweryfikowany jako porucznik rezerwy. W 1920 roku kończył Krakowską Szkołę Pilotów i służył w 2 Pułku Lotniczym. 1 stycznia 1928 roku został awansowany na kapitana. Służył w 6 Pułku Lotniczym. 28 kwietnia 1934 roku został dowódcą 64 eskadry liniowej.  W latach 1929–1931 pracował w Zarządzie Głównym LOPP jako delegat w Departamencie Lotnictwa Ministerstwa Spraw Wojskowych. Po 1934 roku przeniesiony w stan spoczynku lub do rezerwy.
W 1925 roku ukończył studia na Wydziale Prawa Uniwersytetu Jagiellońskiego. W 1928 roku był założycielem i pierwszym prezesem Akademickiego Aeroklubu Krakowskiego. W 1930 roku pełnił funkcję prezesa Aeroklubu Warszawskiego z którym był związany do wybuchu II wojny światowej. Po kampanii wrześniowej przedostał się do Wielkiej Brytanii i jako mjr pil. został przydzielony do 46 Jednostki Zaopatrzenia Lotnictwa w Lossiemouth. Zginął podczas lotu doświadczalnego 7 listopada 1942 roku.

## Odznaczenia
Odznaczony trzykrotnie Krzyżem Walecznych, Medalem Niepodległości (1932) i srebrnym Krzyżem Zasługi.

## Osiągnięcia sportowe
- 1930: I miejsce w I Zlocie Podhalańskim[2]
- 1930: III miejsce w zlocie gwiaździstym w Brnie[2]
- 1933: V miejsce w Locie Południowo-Zachodniej Polski im. Franciszka Żwirki[5]
- 1933: III miejsce w III Lubelsko-Podlaskich Zawodach Lotniczych[2]